# Mischocyttarus collarellus
Mischocyttarus collarellus är en getingart som beskrevs av Richards 1940. Mischocyttarus collarellus ingår i släktet Mischocyttarus och familjen getingar. Inga underarter finns listade i Catalogue of Life.